# Anthropic
Anthropic PBC – amerykańska firma zajmująca się sztuczną inteligencją, założona w 2021 roku. Anthropic opracował rodzinę dużych modeli językowych o nazwie Claude, która stanowi konkurencję dla ChatGPT firmy OpenAI i Gemini firmy Google.
Założycielami Anthropic są byli członkowie OpenAI, w tym rodzeństwo Daniela Amodei i Dario Amodei. We wrześniu 2023 Amazon ogłosił inwestycję w wysokości do 4 miliardów dolarów, a w kolejnym miesiącu Google zobowiązało się do zainwestowania 2 miliardów dolarów.